# 최향 카미즈모드!
《최향 카미즈모드!》(最響カミズモード!)는 일본의 트레이딩 카드 게임을 소재로 한 애니메이션이다.
이 작품은 반다이가 기획한 「스모×북×음악」을 테마로 한 프로젝트다.